# Kratyzm
Kratyzm, teoria kratyzmu (gr. kratos – siła, moc) – termin wprowadzony przez Władysława Witwickiego (twórcę teorii kratyzmu).
Zalążki teorii kratyzmu pojawiły się już w pracy doktorskiej Witwickiego Analiza psychologiczna ambicji. Zawiera ona najważniejsze tezy, które następnie zostały odpowiednio rozwinięte. Za oficjalną datę ogłoszenia tej teorii i nazwania jej „kratyzmem” przyjmuje się 25 lipca 1907 – dzień wygłoszenia referatu pt. Z psychologii stosunków osobistych na sekcji filozoficznej X Zjazdu Lekarzy i Przyrodników Polskich we Lwowie. Pełne rozwinięcie i dojrzałą formę uzyskała w napisanym przez Witwickiego drugim tomie podręcznika psychologii (1927) . Jednak wpływy i odniesienia do tej teorii można znaleźć również w innych tekstach Witwickiego, szczególnie w jego komentarzach do tłumaczeń dialogów Platona oraz ewangelii Mateusza i Marka (Dobra Nowina według Mateusza i Marka).
Źródłem inspiracji przy tworzeniu teorii kratyzmu były dla Witwickiego dzieła Arystotelesa, Nietzschego, Hobbesa, ewolucjonistyczne idee Spencera oraz dialogi Platona (głównie Gorgiasz, Fajdros, Państwo).
Punktem wyjścia teorii Witwickiego było wyróżnienie dwóch stanów o podobnym „kratycznym” zabarwieniu, polegającym na doznaniach poczucia mocy:
- podnoszenia (kratyzm dodatni)
  - siebie (egoizm, duma, buta, zarozumiałość)
  - innych (szacunek, podziw, altruizm)
- gnębienia, poniżania (kratyzm ujemny)
  - siebie (skrupuły, wyrzuty, poczucie winy, potrzeba umartwień)
  - innych (okrucieństwo, sadyzm)

Witwicki w ramach teorii kratyzmu przeprowadził klasyfikację uczuć, będącą w istocie klasyfikacją stosunków międzyludzkich, klasyfikacją sytuacji życiowych. Podzielił uczucia na auto- i heteropatyczne, czyli skierowane do siebie i do innych. Teoria zakłada, że zachowanie poczucia mocy bądź dążenie do jego odzyskania, decyduje o charakterze stanów uczuciowych w stosunkach między ludźmi. Według Witwickiego człowiek ambitny nie znosi „poczucia własnej niemocy” i szuka wyniesienia się ponad innych. Każdemu zaspokojeniu ambicji towarzyszy przyjemność oraz „poczucie siły”. Ambicję można uznać za instynkt, między innymi dlatego, że jest czymś powszechnym i przejawia się mimowolnie. Witwicki wywodził stąd 6 możliwych stanów uczuciowych w stosunkach międzyludzkich:
1. uczucia wobec silniejszych życzliwych (uczucia czci i wdzięczności)
2. uczucia wobec życzliwych równych (przyjaźń)
3. uczucia wobec życzliwych słabszych (uczucia opiekuńcze, litość)
4. uczucia wobec silniejszych wrogów (nienawiść, zawiść)
5. uczucia wobec nieprzyjaciół równych (impas, bezradność)
6. uczucia wobec wrogów słabszych (lekceważenie, wstręt, pogarda, ironia)

O randze teorii kratyzmu świadczy jej zbieżność z ogłoszoną później (1912) teorią dążenia do mocy Alfreda Adlera. Zbieżność myśli obu uczonych świadczy o osadzeniu psychologicznych poglądów Witwickiego w nurcie nauki europejskiej. Sprawę podobieństw między teoriami Witwickiego i Adlera przeanalizowała Estera Markin i wykazała, że powstały one niezależnie od siebie, lecz zostały wyprowadzone ze zbieżnego założenia podstawowego. Obaj autorzy przyjęli dążenie do mocy (poczucia mocy) za podstawowy mechanizm aktywności ludzkiej. Istnieją jednak między nimi istotne różnice. Witwicki oceniał ambicję pozytywnie, Adler – negatywnie. Teoria kratyzmu jest teorią filozoficzną, ogólnopsychologiczną, dotyczącą głównie psychologii uczuć i estetyki. Natomiast teoria Adlera dotyczy psychopatologii, psychoterapii i pedagogiki.
Teoria kratyzmu odcisnęła swoje piętno w estetyce. Witwicki wprowadził pojęcie „układu spoistego dobrze zamkniętego”. Według niego układy takie wzmagają nasze poczucie mocy, natomiast chaotyczna wielość i różnorodność zjawisk budzi niepokój, czujemy się wobec niej słabi i bezradni. Gdy różnorodność ta zostaje uporządkowana, daje to ludziom przyjemne poczucie panowania nad różnorodnością.